# Clavariadelphus ligula
Clavaire petite langue
Espèce
Clavariadelphus ligula est une espèce de champignons basidiomycètes de la famille des Gomphaceae. Elle est signalée en Amérique du Nord sur la côte pacifique en Colombie-Britannique.[réf. nécessaire]